# The Dead South
The Dead South est un groupe musical de folk-bluegrass formé en 2012 à Regina en Saskatchewan au Canada. Le groupe joue plusieurs concerts avant de publier leur premier extended play, The Ocean Went Mad and We Were To Blame, en 2013. La popularité du groupe a grandement augmenté à partir de 2016 après la publication sur YouTube du vidéoclip accompagnant la chanson In Hell, I'll Be In Good Company de leur premier album paru en 2014.   

## Histoire
En 2012, Nate Hilts et Danny Kenyon, des amis d'enfance, ont l'idée de former un groupe de bluegrass. Après avoir écouté plusieurs groupes de bluegrass reconnus tels que Trampled by Turtles et Old Crow Medicine Show, ils souhaitent ajouter une touche personnelle à cette tradition musicale. Nate s'initie au chant et ils composent quelques morceaux qu'ils présentent à une soirée de scène ouverte. Peu de temps après, Colton Crawford et Scott Pringle s'intègrent au groupe. Colton apprend le banjo et Scott remplace la guitare par une mandoline. Provenant tous de milieux musicaux différents, Nate et Danny ont joué dans un groupe de grunge à l'école secondaire, Colton s'intéresse au metal, alors que Scott est auteur-compositeur-interprète, ils créent de la musique bluegrass selon leur propre vision du genre. 
En 2013, le groupe sort un premier extended play auto-produit, The Ocean Went Mad and We Were To Blame.
Leur premier album studio, intitulé Good Company, est publié le 26 avril 2014 par l'entremise du label allemand DevilDuck Records. Il a été enregistré dans les studios de SoulSound Records à Regina. SoulSound Records et son fondateur, Orion Paradis, a produit le vidéoclip de la chanson In Hell, I'll Be In Good Company qui a plus de 356 millions  de vues (en 2023) sur YouTube et qui a contribué à faire connaître le groupe. Ce morceau est certifié Or au Canada en 2019.

## Membres
Le groupe est composé de :
- Nate Hilts (chant, guitare, mandoline) (2012-present)
- Scott Pringle (guitare, mandoline, chant) (2012–présent)
- Danny Kenyon (violoncelle, chant) (2012–2020; 2021-2022)
- Colton Crawford (banjo) (2012–2015; 2018-présent)
- Eliza Mary Doyle (banjo) (2016-2018)
- Erik Mehlsen (cello) (2015–2018)